# 맨티스 버그 트래커
맨티스 버그 트래커(Mantis Bug Tracker)는 자유-오픈 소스 웹 기반 버그 추적 시스템이다. 맨티스BT의 가장 일반적인 용도는 소프트웨어 결함을 추적하는 것이다. 그러나 맨티스BT는 보다 일반적인 이슈 추적 시스템 및 프로젝트 관리 도구 역할을 하도록 사용자가 구성하는 경우가 많다.
맨티스라는 이름과 프로젝트 로고는 구어적으로 "벌레"라고 불리는 다른 곤충을 추적하고 잡아먹는 것으로 알려진 곤충과인 사마귀과(Mantidae)를 나타낸다. 프로젝트 이름은 일반적으로 맨티스BT 또는 맨티스로 축약된다.